# Chanel Preston
Rachel Ann Taylor, född 1 december 1985 i Fairbanks, Alaska, är en amerikansk porrskådespelare verksam under artistnamnet Chanel Preston. Hon debuterade i branschen 2010 och valdes till Penthouse Pet i mars 2012. Fram till 2023 har hon deltagit i över 1 300 produktioner, och hon är även verksam som talesperson för branschorganisationen APAC.

## Biografi

### Tidiga år
Preston föddes och växte upp i Alaska, tillsammans med sina föräldrar och två äldre systrar. Hon har engelsk, tysk och spansk härstamning. Vid 19 års ålder flyttade hon till Hawaii, där hon sedan bodde i sex år. Hon arbetade under ett års tid som strippa, innan hon debuterade i porrfilmsbranschen. Hon har sett sitt arbete som strippa som en värdefull "skola" för att lära sig hantera yrkesrollen som porrskådespelare. Hon har också sett "Chanel" som en persona där privatpersonen Rachel kan få utlopp för sina utåtriktade och sexuellt utmanande sidor.

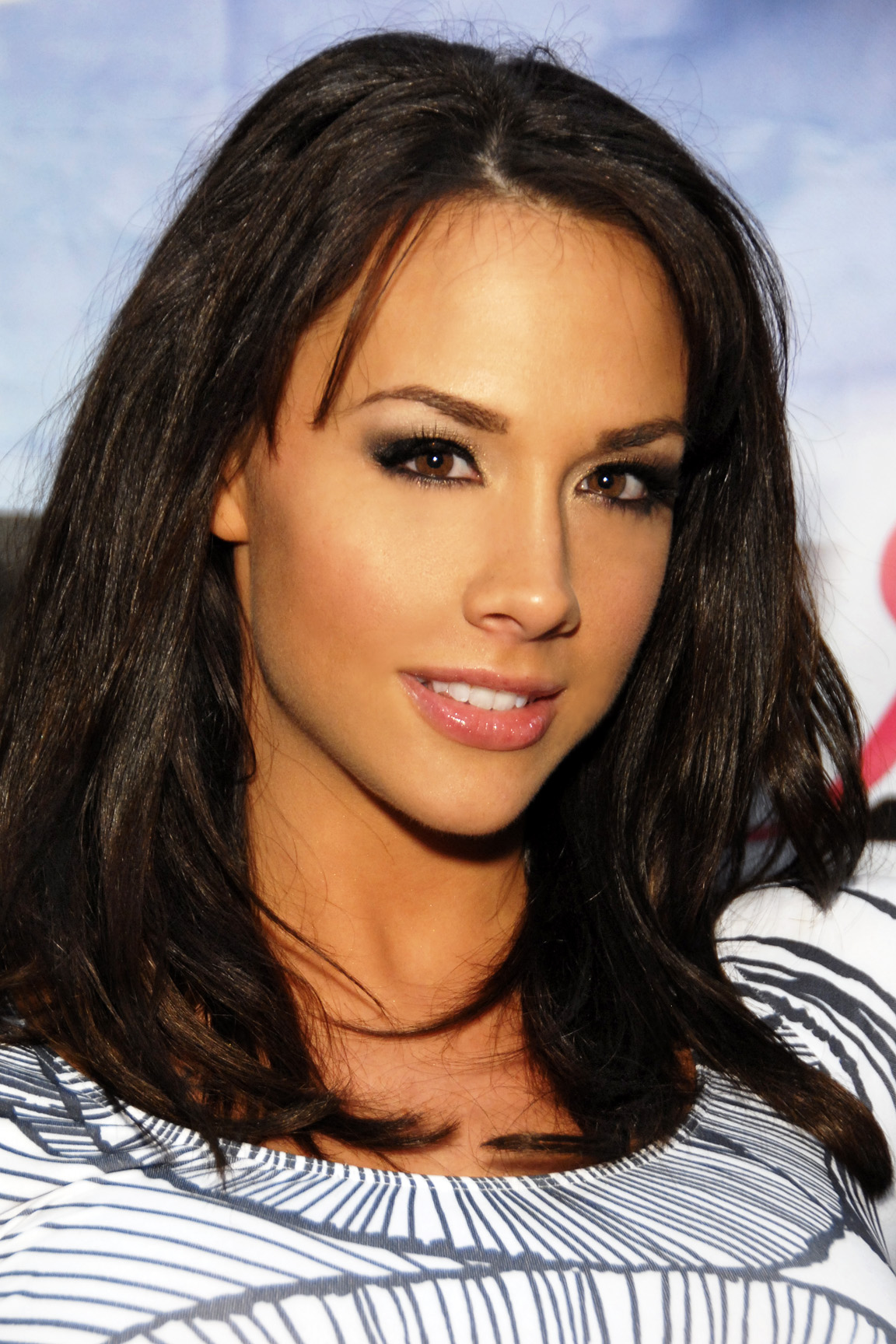
Chanel Preston vid 2011 års AVN-gala.

Hon började arbeta som porrskådespelare i januari 2010 efter en längre betänketid. Hennes nyfikenhet gjorde att hon till slut tog steget, och hon såg deltagandet i branschen som ett sätt att utforska sin sexualitet och hur den definierade henne som kvinna i ett patriarkalt samhälle. Den första scenen, tillsammans med Nick Manning, spelades in som del av Vivids Brand New Faces-serie. Samma år varumärkesskyddade hon sitt artistnamn Chanel Preston. På sommaren 2010 knöt hon också kontrakt med artistagenturen Spiegler Girls.
När hon avslöjade sitt karriärval för sina föräldrar, var de inledningsvis reserverade. Men hon säger att både föräldrarna och hennes båda systrar stött hennes val att som vuxen fatta egna yrkesmässiga beslut.

### Karriär
I februari 2012 offentliggjordes att Chanel Preston var mars månads Penthouse Pet.
Hon var 2014 en av de två värdarna vid årets AVN Awards-ceremoni i Las Vegas. Samma månad syntes hon tillsammans med branschkollegorna Dana Dearmond, Asa Akira och Jessie Andrews i en Cosmopolitan-artikel betitlad "4 Porn Stars on How They Stay Fit". Reportaget var inspirerat av skådespelerskan Gabrielle Unions kommentar i Conan O'Briens pratshow, där hon strävade efter att följa träningsmetoderna hos de porrskådespelare som hon såg när hon besökte sitt gym. Under 2014 var hon även del av CNBC:s lista "The Dirty Dozen: Porn's Most Popular Stars", med en uppräkning över porrbranschens då mest populära skådespelare.

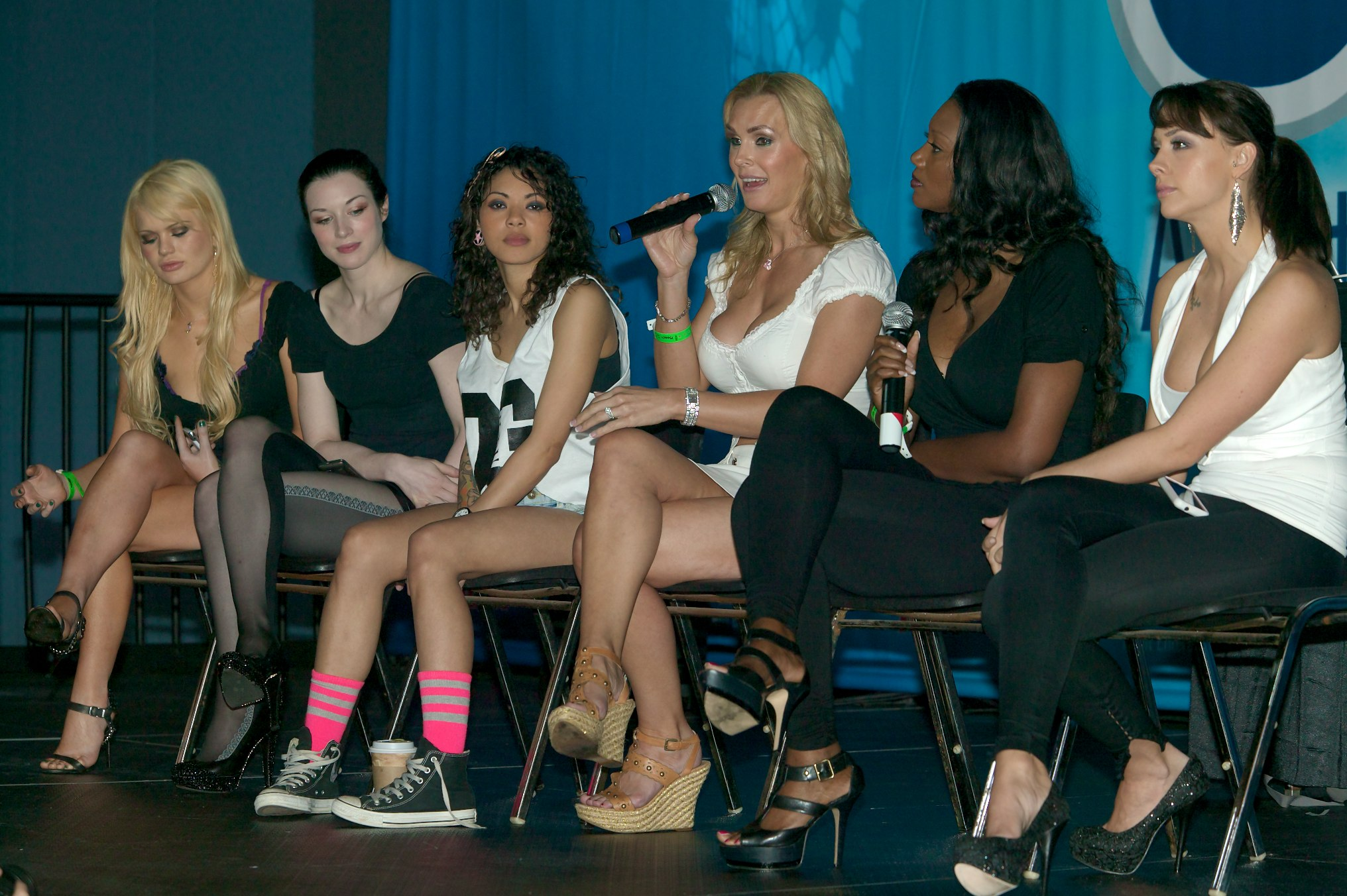
Alexis Ford, Stoya, Adrenalynn, Tanya Tate, Nyomi Banxxx och Chanel Preston vid 2011 års Exxxotica-mässa i Chicago.

Preston har sedan debuten 2010 deltagit i produktioner för en mängd olika bolag. Hon har återkommande arbetat för bland annat Brazzers, Evil Angel, Femdom Empire, Full Porn Network, Girlsfriends Films, Girlsway, Jules Jordan, Kink.com, Mile High, Naughty America, Pulse och Wicked. Detta omfattar en mängd olika genrer, inklusive milf-produktioner, BDSM-filmer av både dominatrix- och underkastelse-stil, lesbiska filmer och mer "mainstream"-artade produktioner av heterosexuellt slag.
Fram till 2023 har Preston spelat in minst 1 300 pornografiska scener. På videoplattformen XVideos har videor där hon deltar fram till maj 2023 visats 1,8 miljarder gånger. Hos konkurrenten Pornhub hade vid det tillfället Prestons videor visats drygt 300 miljoner gånger.
Vid sidan av de pornografiska produktionerna har Preston även synts i en del andra filmer. I september 2013 syntes hon i Russ Irwins musikvideo "Get Me Home", och 2015 deltog hon i Waka Flocka Flames musikvideo för "Bust". Hösten 2018 spelade hon en version av sig själv i den svenska dramafilmen Pleasure (som slutligen fick allmän biopremiär hösten 2021).

### Andra aktiviteter

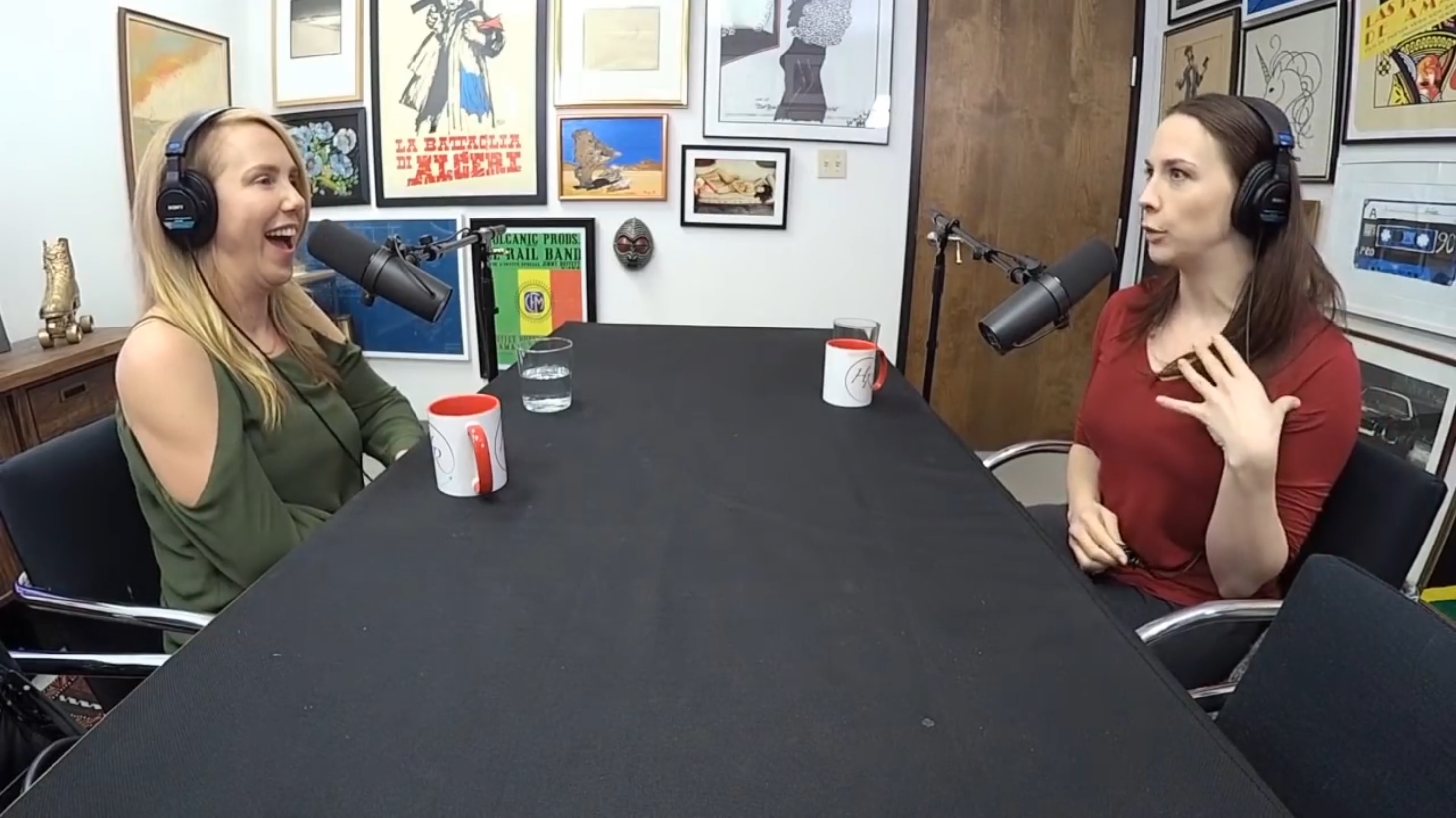
Holly Randall försöker intervjua en gestikulerande Chanel Preston i Holly Randall Unfiltered (2018).

2013 var Preston medgrundare av Adult Performer Advocacy Committee (APAC), en intresseorganisation där hon (bland annat under 2017) fungerat som ordförande. Hon bildade föreningen tillsammans med ett 15-tal andra branschaktiva, för att ge folk i branschen en röst i frågor rörande porrbranschen och dess arbetsvillkor. Preston hävdar att de som dras till porrbranschen – och blir kvar där – ofta är självständiga och medvetna personer, men att branschens brist på regleringar gör det svårt för folk att bli på det klara med branschvillkoren.
Som talesperson för APAC har hon under årens lopp lyft fram problematiska laginitiativ (som Measure B i Los Angeles och Proposition 60 i Kalifornien) och olika enligt henne ogrundade myter rörande branschen och dess medverkande. Hon har intervjuats eller skrivit för mediekanaler som CNBC, The Daily Beast, Huffington Post, Forbes och Cosmopolitan.
I mars 2014 lanserade Preston en webbserie på Youtube betitlad Naked with Chanel. Där intervjuade hon människor runt sexualitet och hur sexualkunskap sprids. Senare producerade hon ett antal avsnitt av den sexpositiva podden Sexthink, tillsammans med pratshowvärden och den politiska kommentatorn Rob Nelson.

## Privatliv

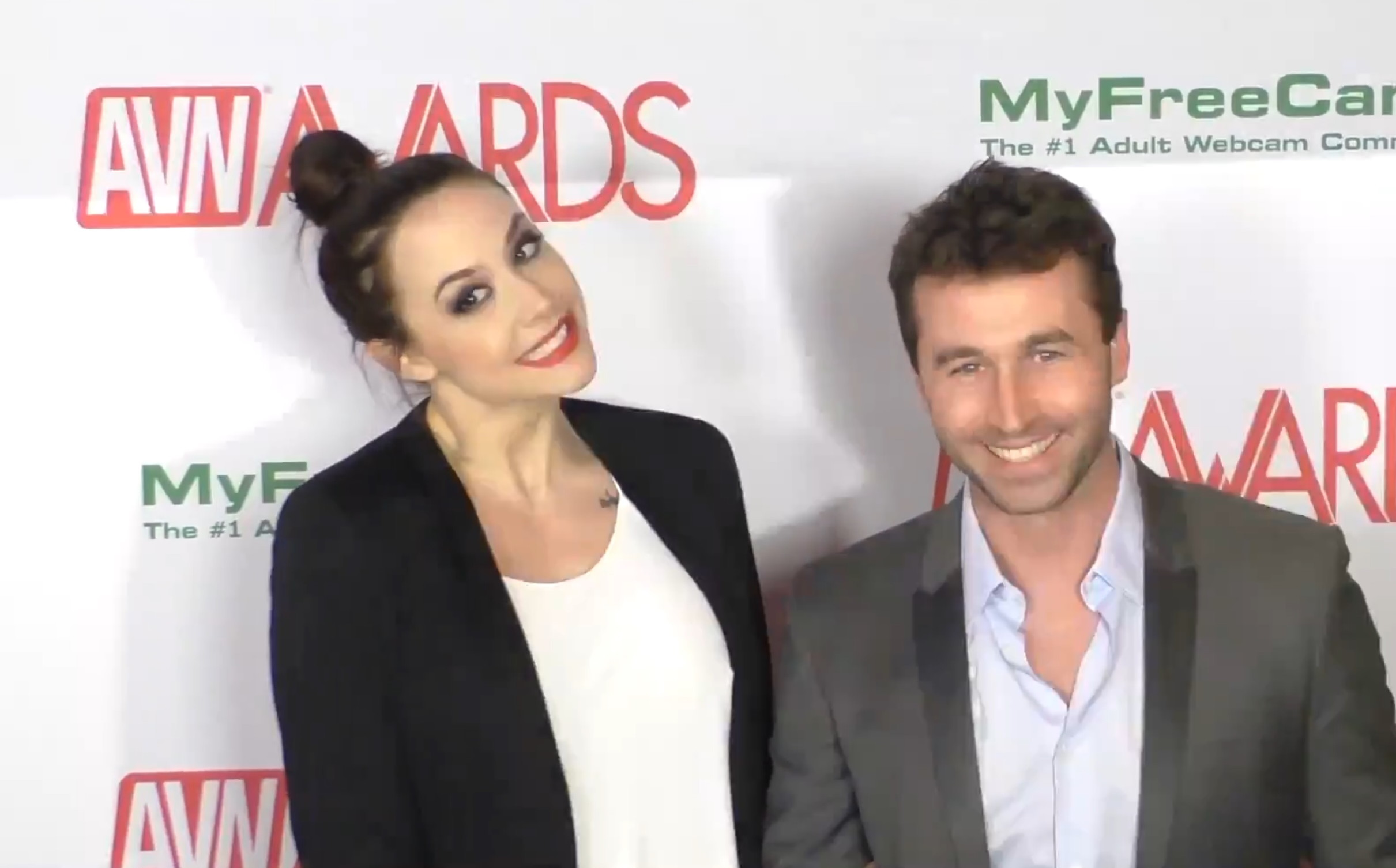
Chanel Preston och James Deen vid AVN-galan 2017.

Preston inledde 2016 en relation med branschkollegan James Deen. Det var för hans produktionsbolag som hon året innan regisserade sina hittills fyra egna filmer.

## Utmärkelser (urval)[21]
- 2010 – NightMoves Award som "Best New Starlet" (Editor's Choice)[33]
- 2011 – XBiz Award som "New Starlet of the Year"[34]
- 2013 – XBiz Award för "Best Scene (Gonzo/Non-Feature Release)" (Nacho Invades America 2)[35]
- 2014 – AVN Award för "Most Outrageous Sex Scene" (Get My Belt)[36]
- 2015 – Free Speech Coalition Award som "Performer of the Year"[37]